# (467126) 2016 EW74
(467126) 2016 EW74 es un asteroide perteneciente al cinturón de asteroides, descubierto el 27 de febrero de 2009 por el equipo Spacewatch desde el Observatorio Nacional de Kitt Peak (Arizona, Estados Unidos).